# Górowo Iławeckie
Górowo Iławeckie (în germană Landsberg (Ostpreußen)) este un oraș în Polonia.